# Delichon dasypus
El avión asiático (Delichon dasypus) es una especie de ave paseriforme migratoria de la familia Hirundinidae. Tiene las partes superiores de color negro azulado, a excepción del obispillo que es blanco, y las partes inferiores son de color gris claro. Sus tres subespecies crían en el Himalaya, Asia central y oriental, y pasan el invierno en las montañas del sureste de asiático. Esta especie es localmente abundante y se está expandiendo hacia el norte, en Siberia, así que no hay se considera en peligro.
El avión asiático cría en colonias, construyendo nidos de barro bajo los salientes de los acantilados verticales y los muros de los edificios. Ambos sexos construyen el nido, incuban los tres o cuatro huevos y alimentan a los pollos. Los aviones asiáticos se alimentan de insectos que cazan al vuelo, generalmente a gran altura. La presencia de colémbolos terrestres y larvas de lepidópteros en su dieta indica que algunas veces se alimenta picando en el suelo.

## Taxonomía
El avión común descrito científicamente por primera vez por el ornitólogo francés Charles Lucien Bonaparte en 1850 como Chelidon dasypus a partir de un ejemplar recolectado en Borneo, poco antes de que Frederic Moore y Thomas Horsfield separaran el género Delichon de Hirundo en 1854. Fue trasladado al género Delichon desde el género Chelidon junto con el avión común. Delichon es un anagrama del término griego χελιδών (chelīdōn), que significa «golondrina», y dasypus que procede del griego δασύπους «de patas ásperas». Está cercanamente emparentado con los otros dos miembros del género Delichon, el avión nepalí y el avión común.
Se reconocen tres subespecies:
- D. d. dasypus, la subespecie nominal descrita por Bonaparte, que cría en el este de Rusia y las islas adyacentes.
- D. d. cashmeriensis, la variedad del Himalaya y Asia central descrita por el ornitólogo inglés John Gould en 1858 a partir de un espécimen de Cachemira obtenido por Andrew Leith Adams.[9]
- D. d. nigrimentalis, la forma que se encuentra en el sureste de su área de cría, que fue descrita por el ornitólogo alemán Ernst Hartert en 1910 a partir de un espécimen recolectado en Fujian, al sureste de China.[10]

## Descripción
Los aviones asiáticos adultos de la subespecie nominal miden 12 cm, tienen la parte superior de la cabeza y la espalda de color negro con irisaciones azules que contrastan con su obispillo blanco y las partes inferiores grises claras. La parte superior de sus alas y cola ligeramente ahorquillada son de color pardo negruzco. Las patas y pies son rosáceas cubiertas de plumas blancas, sus ojos son marrones y su pico negro. Hay pocas diferencias en el aspecto entre los sexos, aunque los machos tienen algo más blanquecina las partes inferiores, especialmente con el plumaje recién mudado. Los juveniles de esta especie tienen las partes superiores de color pardo oscuro y son menos brillantes, a veces con una capa parduzca en el obispillo, y tienen las partes inferiores blanco grisáceas.
D. d. cashmiriensis tiene irisaciones azules más brillantes y el obispillo de un blanco más intenso que la subespecie nominal. La tercera subespecie, D. d. nigrimentalis, es más pequeña Las tres subespecies se pueden distinguir del avión nepalí porque este último tiene la barbilla negra, y las coberteras inferiores de la cola también negras, y la cola es más cuadrada. El avión asiático también se parece al avión común, pero tiene las partes inferiores más oscuras y tiene la cola más ahorquillada. Es más probable la confusión entre los machos adultos del avión asiático, que tienen el vientre más claro, y la subespecie oriental de avión común, D. urbicum lagopus que tiene la cola más ahorquillada que las subespecies occidentales, aunque la horquilla del avión asiático es todavía más pronunciada.
El canto de esta especie es un gorjeo metálico y ondulante. Sus llamadas consisten en un «chip» sordo y metálico, a menudo con dos o tres sílabas. Se parecen a las del avión común pero más roncas.

## Distribución y hábitat
La subespecie nominal de avión asiático, D. d. dasypus, cría en el sudeste de Rusia, las islas Kuriles, Japón y algunas veces en Corea. Migra a través del este de China en invierno hasta la península malaya, Borneo, Filipinas,  Java y Sumatra; unas pocas aves se quedan en Japón en las primaveras cálidas. D. d. cashmeriensis cría en el Himalaya desde el este de Afganistán hasta Sikkim, extendiéndose hasta el Tíbet por el norte y China central en el oeste. Habita entre los 1500 y 5000 metros de altitud, aunque principalmente se concentra entre los 2400 y 4000 metros. Esta variedad de avión es un migrador de corta distancia, y pasa el invierno en las altitudes inferiores de la base del Himalayas, aunque algunas aves se van a las planicies del noreste de la India, y en menor cantidad se establecen más lejos en Birmania y el norte de Tailandia. La tercera subespecie, D. d. nigrimentalis, cría en es sureste de China y el sur de Siberia. Sus cuarteles de invierno son desconocidos, aunque las aves de Taiwán simplemente se trasladan a altitudes más bajas en invierno. Se han avistado aviones asiáticos no reproductores tan al oeste como los Emiratos Árabes Unidos. El área de distribución de D. d. cashmeriensis se superpone con la del avión nepalí, aunque crían a diferentes altitudes. La separación debida a la altitud y las pequeñas diferencias en su apariencia parecen suficientes para evitar la hibridación.
El hábitat preferido del avión asiático son los valles y los desfiladeros de las zonas montañosas o los acantilados de las costas, donde las cuevas naturales y las grietas les proporcionan lugares de anidamiento. También cría en los grandes edificios como templos, hoteles o centrales eléctricas. Este avión tiende a trasladarse en invierno a zonas abiertas de menor altitud o las colinas, aunque se ha registrado su presencia por encima de los 2.565 m en Tailandia.

## Comportamiento

### Reproducción

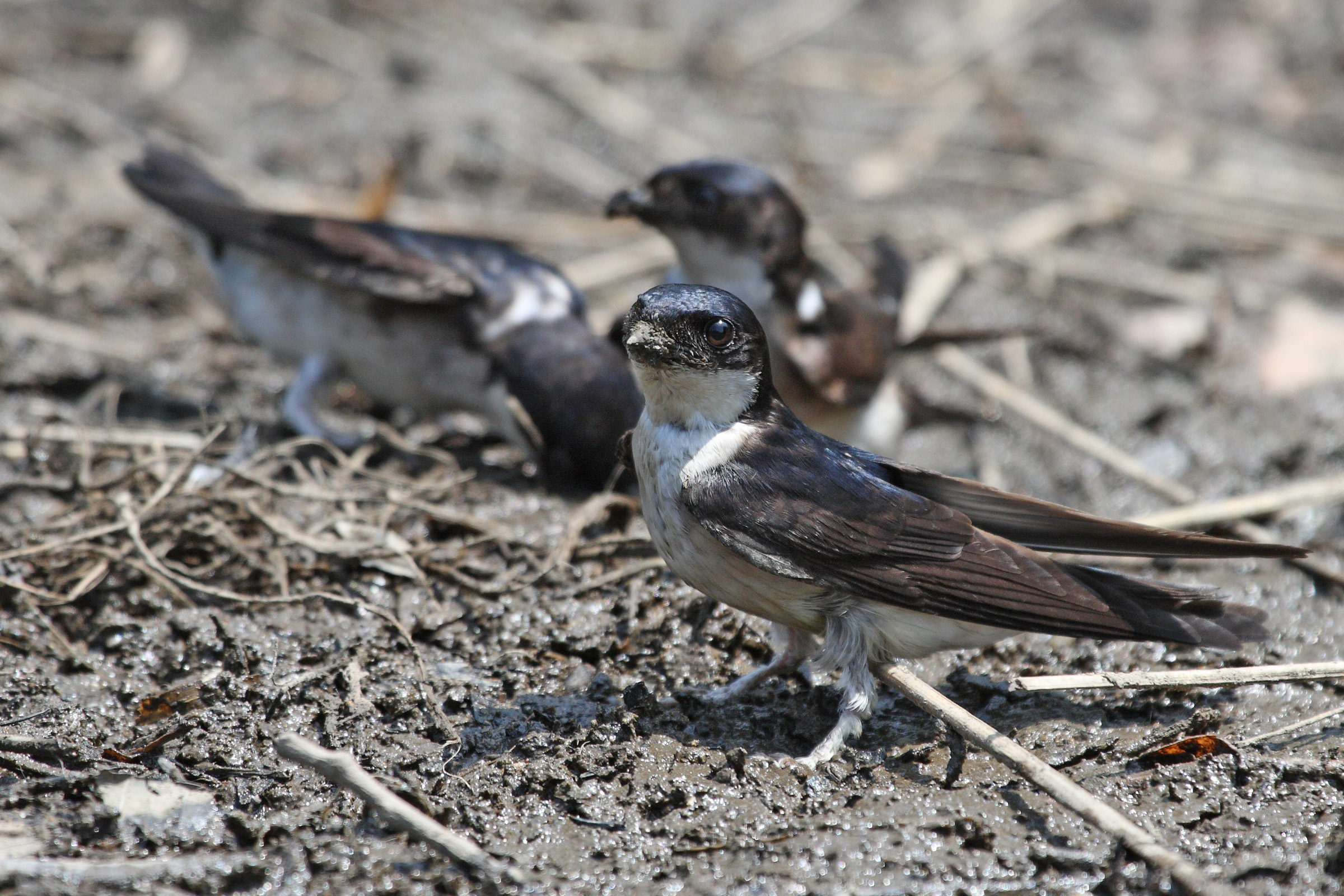
Aviones asiáticos recolectando barro para su nido.

Los aviones asiáticos anidan en acantilados, en colonias que sitúan en los salientes de los despeaderos verticales, generalmente sin que los nidos lleguen a tocarse. También es frecuente que construyan sus nidos en las grandes edificaciones humanas, como puentes y templos, aunque no con tanta frecuencia como el avión común. Su nido es un cono de barro forrado en su interior con hierba y plumas. A diferencia de sus parientes, el avión asiático no suele terminar el cerramiento sus nidos, dejando la parte superior abierta, siendo sus nidos una versión algo más profunda del nido de las golondrinas. Un estudio realizado en Rusia encontró que la mitad de los nidos del área de Baikal estaban abiertos por arribar, y también se ha registrado que la subespecie de Himalayan D. d. cashmiriensis construye nidos en forma de cuenco como las golondrinas.
Las puestas normales tienen tres o cuatro huevos (ocasionalmente seis) de color blanco que miden de media 20,2x14,1 mm y pesan 2,1 g. La duración de la incubación y el desarrollo de los pollos son desconocidos, pero probablemente serán similares a los del avión común, que incuba los huevos durante 14 a 16 días y los pollos tardan en abandonar el nido de 22 a 32 días. Ambos miembros de la pareja se encargan de construir el nido, incubar los huevos y alimentar a los pollos.

### Alimentación
El avión asiático se alimenta de insectos que caza al vuelo. Como sus parientes tiende a alimentarse en las alturas atrapando principalmente moscas, áfidos y himenópteros como las hormigas aladas. Capturan además un amplio abanico de insectos, que incluye a lepidópteros, escarabajos y neurópteros.  La presencia de colémbolos terrestres y larvas de lepidopteros en su dieta indica que algunas veces se alimenta picando en el suelo.

## Depredadores y parásitos
Las aves a menudo albergan parásitos, tanto externos, como piojos y pulgas, como internos. El avión asiático es parasitado por pulgas Ceratophyllus hirundinis, y recientemente también se han encontrado evidencias de que pueden portar la malaria aviar. Se han estudiado poco los depredadores del avión asiático, pero probablemente son similares a los del avión común, falcónidos rápidos como el alcotán oriental que pueden capturarlos en vuelo.

## Estado de conservación
El avión común tiene un área de distribución bastante grande que parece no estar reduciéndose, sus poblaciones son estables, aunque su número total es desconocido. Como su área de distribución es de más de 20.000 kilómetros cuadrados y tiene más de 10 000 individuos adultos, y al no existir grandes declives de sus poblaciones no parece reunir los criterios de vulneravilidad por lo que actualmente se considera a la especie como de Preocupación menor. La especie es localmente abundante y parece que se está extendiéndose hacia el norte por Siberia.